# 硬齿猕猴桃
硬齿猕猴桃（学名：Actinidia callosa）是猕猴桃科猕猴桃属的植物。分布在印度、不丹、锡金、台湾以及中国大陆的云南等地，生长于海拔200米至2,900米的地区，多生长在山谷林缘、路边、山坡林中湿润地、山坡林中、路边林中、山坡灌丛、丘陵、沟边、阴山谷、林缘、山坡沟边、山谷溪边灌木林中、山谷、山坡路边、山坡阔叶林中、溪边、山谷林下、山坡、山谷边、山谷溪边、林中、湿润地、丘陵山坡、石灰岩山坡、山坡杂木林中及阴湿林中。

## 变种
- 毛叶硬齿猕猴桃（学名：Actinidia callosa var. strigillosa）是猕猴桃科猕猴桃属硬齿猕猴桃的变种。分布在中国大陆的贵州、湖南、广西等地，生长于海拔750米至1,400米的地区，常生于山林沟谷中。
- 台湾猕猴桃（学名：Actinidia callosa var. formosana）是猕猴桃科猕猴桃属硬齿猕猴桃的变种。分布在台湾等地。
- 尖叶猕猴桃（学名：Actinidia callosa var. acuminata）为猕猴桃科猕猴桃属硬齿猕猴桃的变种。分布于中国大陆的湖南等地。
- 京梨猕猴桃（学名：Actinidia callosa var. henryi）为猕猴桃科猕猴桃属硬齿猕猴桃的变种。分布于中国大陆的湖南、湖北、长江以南、陕西、甘肃、四川等地，多生长在喜生山谷溪涧边以及其他湿润处。
- 异色猕猴桃（学名：Actinidia callosa var. discolor）是猕猴桃科猕猴桃属硬齿猕猴桃的变种。分布在台湾本岛以及中国大陆的贵州、湖南、四川、浙江、广东、云南、福建、广西、安徽等地，生长于海拔1,000米的地区，一般生长在丘陵中的沟谷、低山、灌丛林中、山坡乔木林以及林缘等各种环境均见生长
- 驼齿猕猴桃（学名：Actinidia callosa var. ephippioides）是猕猴桃科猕猴桃属硬齿猕猴桃的变种。分布于中国大陆的云南等地，生长于海拔2,400米的地区。